# Шатијон сир Саон
Шатијон сир Саон (фр. Châtillon-sur-Saône) насеље је и општина у североисточној Француској у региону Лорена, у департману Вогези која припада префектури Нефшато.
По подацима из 2011. године у општини је живело 144 становника, а густина насељености је износила 15,64 становника/km². Општина се простире на површини од 9,21 km². Налази се на средњој надморској висини од | метара (максималној 398 m, а минималној 229 m).

## Демографија
| 1962. | 1968. | 1975. | 1982. | 1990. | 1999. | 2011. |
| ----- | ----- | ----- | ----- | ----- | ----- | ----- |
| 270   | 236   | 226   | 201   | 176   | 179   | 144   |

График промене броја становника у току последњих година